# 안도 미키코
안도 미키코(일본어: 安藤 美希子, 1992년 9월 30일~)는 일본의 역도 선수이다. 2020년 하계 올림픽에서 여자 라이트급 동메달을 획득했으며 아시안 게임에서 동메달 1개, 아시아 선수권 대회에서 동메달 1개를 획득했다.